# Chīlākhvor
Chīlākhvor (persiska: چيلاخور, چَلاخوُر, چيلاخُور) är en ort i Iran.   Den ligger i provinsen Zanjan, i den nordvästra delen av landet, 270 km väster om huvudstaden Teheran. Chīlākhvor ligger 1 996 meter över havet och antalet invånare är 288.
Terrängen runt Chīlākhvor är kuperad åt nordost, men åt sydväst är den platt.Runt Chīlākhvor är det ganska glesbefolkat, med 34 invånare per kvadratkilometer. Närmaste större samhälle är Sojās, 16,2 km söder om Chīlākhvor. Trakten runt Chīlākhvor består i huvudsak av gräsmarker.